# Ugly Betty
Ugly Betty (auch: Alles Betty!) ist eine US-amerikanische Fernsehserie des Senders ABC. Sie ist, genau wie die deutsche Telenovela Verliebt in Berlin, eine Adaption der kolumbianischen Telenovela Yo soy Betty, la fea (deutsch: Ich bin Betty, die Hässliche). Mit Alles Betty! gelang dem US-Sender ABC der erfolgreichste Serienneustart der Saison 2006. Die zentrale Hauptrolle verkörpert America Ferrera. Zwischen 2006 und 2010 wurden insgesamt 85 Folgen in vier Staffeln produziert. Die deutschsprachige Erstausstrahlung sendete der Sender ORF 1.

## Inhalt

### Staffel 1
Die 22-jährige Betty Suarez lebt mit ihrem mexikanischen Vater sowie ihrer älteren Schwester und deren minderjährigem Sohn Justin in Queens, New York. Sie ist äußerlich eher unattraktiv und hat kein Gespür für Mode und Styling. Betty hat gute Schulabschlüsse und will beruflich vorankommen, ist aber unerfahren, gutmütig und außerhalb ihres gewohnten Umfeldes manchmal auch leicht naiv. Sie erleidet einen abrupten Kulturschock, als sie einen Job bei „Mode“, einem trendigen Mode-Magazin in Manhattan bekommt, das ein Teil der Verlagsgruppe von Bradford Meade ist. Dessen Sohn Daniel ist nach dem Tod von Fey Sommers (Bradfords langjähriger Affäre) gerade zum neuen Chefredakteur der „Mode“ ernannt worden. Da Daniel in der Vergangenheit häufig Affären mit attraktiven Mitarbeiterinnen hatte, engagiert sein Vater die unattraktive Betty als neue Assistentin für ihn und sieht dabei über ihre offensichtliche Unerfahrenheit hinweg. Mit der Zeit werden Betty und Daniel Freunde und helfen einander beim Navigieren ihres Berufs- und Privatlebens.
Das Arbeiten bei „Mode“ wird durch die Mitarbeiter für Betty und Daniel erschwert. Ihre größte Bedrohung kommt von der als Creative Director arbeitenden Wilhelmina Slater, einer rachsüchtigen Intrigantin, die zahlreiche Pläne entwirft, um Daniels Job zu stehlen und die Kontrolle über seine Firma zu erringen. Darüber hinaus demütigen und verhöhnen Wilhelminas treuer Assistent Marc St. James und „Mode“-Empfangsdame Amanda Sommers ständig Betty für ihr glanzloses Aussehen, ihre unbeholfene Natur und ihren Mangel an Geschmack in der Mode. Allerdings ist nicht jeder bei „Mode“ gegen Betty, sie gewinnt treue Freunde, zum Beispiel Schneiderin Christina McKinney und den Buchhalter Henry Grubstick. Auch von ihrer Familie erhält sie starke Unterstützung, die sich jedoch gleichzeitig mit eigenen Problemen auseinandersetzen müssen. Ihr Vater Ignacio kämpft mit der Einwanderungsbehörde und seinen gesundheitlichen Problemen, und Bettys ältere Schwester Hilda bemüht sich einen Beruf zu finden und die Beziehung mit Justins Vater zu retten.

### Staffel 2
Im Mittelpunkt stehen die Dreiecksbeziehung zwischen Betty, Henry und Giovanni „Gio“ Rossi, ein Angestellter eines Delikatessengeschäfts, sowie Claires Aufenthalt und Flucht aus dem Gefängnis als auch die abgebrochene Hochzeit von Wilhelmina Slater und Bradford Meade. Daniels und Alexis’ Machtkampf nach dem Tod ihres Vaters entfacht, während Amanda nach ihrem leiblichen Vater sucht und Marc eine Beziehung mit dem Modefotografen Cliff St. Paul eingeht. Hilda versucht beruflich als Kosmetikerin Karriere zu machen, während in ihrem Privatleben eine Liaison mit Justins Turnlehrer entsteht. Christina sieht nach langem ihren kranken Mann wieder und Wilhelmina versucht, aus Bradfords Spermien einen Erben zu zeugen.

### Staffel 3
Wilhelmina erhält endlich den Posten als Chefredakteurin und übernimmt Betty als Assistentin. Mit der Einstellung von Kimmie, welche Betty schon zu Highschool-Zeiten geärgert hat, erscheint eine neue Konkurrentin, die mit unfairen Mitteln kämpft. Um ihr berufliches Weiterkommen anzutreiben, meldet sie sich mit Marc bei einem Fortbildungskurs für Nachwuchsredakteure, das Y.E.T.I.-Programm, an. Dort lernt sie den Sportreporter Matt Hartley kennen und nach einigen Dates kommen sie zusammen. Als sich herausstellt, dass er aus einem sehr reichen und einflussreichen Elternhaus stammt, erhofft sich Daniel finanzielle Hilfe, denn durch die Veruntreuung seines neuen Geschäftspartners Connor Owens steckt „Mode“ in der Krise. Auch privat steht ihm Connor im Wege, denn Daniel ist ernsthaft in dessen Verlobte Molly verliebt, die an Krebs leidet. Nachdem sich Connor ins Ausland abgesetzt hat, heiraten Daniel und Molly. Nachdem Betty zufällig Henry wieder begegnet, beobachtet Matt einen Abschiedskuss zwischen den beiden. Daraufhin trennt er sich von Betty. Mode gewinnt den Mama Award für ihre Heiratsausgabe. Molly, die eigentlich zur Preisverleihung nachkommen wollte, stirbt an ihrer Krebserkrankung.

### Staffel 4
In ihrem neuen Job bei „Mode“ als Kultur-Redakteurin hat sich Betty mit ihrem Exfreund Matt auseinanderzusetzen, der dort ihr neuer Chef ist. Außerdem wird ihr Marc als Assistent zugeteilt, der nicht immer loyal arbeitet. Ihre Schwester Hilda trifft ihren früheren Schwarm Bobby, dem sie allmählich näher kommt. Gegen Ende der Staffel erhält Betty ein lukratives Jobangebot, allerdings in London. Hilda wird schwanger und überlegt, zu Bobby nach Manhattan zu ziehen.
Daniel hingegen kann zu Anfang der Staffel Mollys Tod schlecht verarbeiten und vermisst Betty als Assistentin. Seine neue Assistentin Natalie, Mitglied der „Gemeinde des Phoenix“, macht ihn mit dem Anführer Dylan Bennett bekannt. Als Bennett Daniels kreative Prozesse und geschäftliche Entscheidungen beeinflusst, bemühen sich Betty, Claire, Matt und Amanda, ihn aus dieser Sekte zu befreien.

## Besetzung und Synchronisation
Die deutsche Synchronbearbeitung fertigte die Arena Synchron GmbH in Berlin, wobei Sven Hasper Dialogregie führte.
| Rollenname         | Schauspieler        | Hauptrolle (Staffel) | Nebenrolle (Staffel)                  | Synchronsprecher         |
| ------------------ | ------------------- | -------------------- | ------------------------------------- | ------------------------ |
| Betty Suarez       | America Ferrera     | 1.01–4.20            |                                       | Magdalena Turba          |
| Daniel Meade       | Eric Mabius         | 1.01–4.20            |                                       | Markus Pfeiffer          |
| Wilhelmina Slater  | Vanessa L. Williams | 1.01–4.20            |                                       | Sabine Arnhold           |
| Marc St. James     | Michael Urie        | 1.01–4.20            |                                       | Marius Clarén            |
| Amanda Tanen       | Becki Newton        | 1.01–4.20            |                                       | Bianca Krahl             |
| Hilda Suarez       | Ana Ortiz           | 1.01–4.20            |                                       | Tanja Geke               |
| Ignacio Suarez     | Tony Plana          | 1.01–4.20            |                                       | Erich Räuker             |
| Justin Suarez      | Mark Indelicato     | 1.01–4.20            |                                       | Maximilian Artajo        |
| Bradford Meade     | Alan Dale           | 1.01–2.09            |                                       | Christian Rode           |
| Christina McKinney | Ashley Jensen       | 1.01–3.21            | 4.18                                  | Cathlen Gawlich          |
| Walter             | Kevin Sussman       | 1.01–1.16            |                                       | Sebastian Schulz         |
| Claire Meade       | Judith Light        | 2.01–4.20            | 1.05–1.23                             | Kerstin Sanders-Dornseif |
| Henry Grubstick    | Christopher Gorham  | 1.05–2.18            | 3.01, 3.23, 4.18–4.19                 | Kim Hasper               |
| Alexis Meade       | Rebecca Romijn      | 1.13–2.18            | 3.01–3.04                             | Claudia Urbschat-Mingues |
| Suzuki St. Pierre  | Alec Mapa           |                      | 2.01–4.20                             | Santiago Ziesmer         |
| Gio Rossi          | Freddy Rodríguez    |                      | 2.03–3.04, 4.18                       | Julien Haggége           |
| Kimmie Keegan      | Lindsay Lohan       |                      | 2.18–3.06                             | Anita Hopt               |
| Molly Meade        | Sarah Lafleur       |                      | 3.08–3.24, 4.09                       | Dascha Lehmann           |
| Bobby Talercio     | Adam Rodriguez      |                      | 4.06, 4.08–4.12, 4.14–4.15, 4.18–4.20 | Florian Halm             |
| Matt Hartley       | Daniel Eric Gold    | 4.01–4.20            | 3.15–3.24                             | Robin Kahnmeyer          |
| Sofia Reyes        | Salma Hayek         |                      | 1.06–1.12                             | Christin Marquitan       |
| Santos             | Kevin Alejandro     |                      | 1.07–2.01                             | Dennis Schmidt-Foß       |
| Charlie            | Jayma Mays          |                      | 1.16–2.16                             | Maria Koschny            |
| Connor Owens       | Grant Bowler        |                      | 3.06–4.20                             | Torsten Michaelis        |

### Gastauftritte
| - Vera Wang - Victoria Beckham - Betty White - Gene Simmons - Larry King - Naomi Campbell - Regis Philbin - Kelly Ripa - Adriana Lima | - Zac Posen - Isaac Mizrahi - Adele - Lucy Liu - Bow Wow - Kristin Chenoweth - Mo’Nique - Billie Jean King - Elisabeth Hasselbeck | - Antonio Sabato Jr. - Rachel Maddow - Brooklyn Decker - Shakira - Christie Brinkley - RuPaul - Jesse Tyler Ferguson - Christine Ebersole - Rich Sommer | - Aaron Tveit - Kathy Najimy - Salma Hayek - Gabrielle Union - Adam Rodriguez - Lindsay Lohan |

## Produktion
Nachdem NBC schon im Jahr 2001 die Idee verworfen hatte, aus der kolumbianischen Telenovela Yo soy Betty, la fea eine 30-minütige Comedy-Serie zu entwickeln, konnten sich 2004 ABC und Salma Hayeks Ventanarosa Productions zusammen auf ein neues Format als einstündiges Comedy-Drama-Serie einigen. Am 13. Oktober 2006 gab der Sender die erste Staffel in Auftrag. Nach einschlagendem Erfolg entschied sich ABC am 21. März 2007, die zweite Staffel zu produzieren, welche unter dem Motto „Brighter, Bolder, Bettyer“ mit einer überarbeiteten Version (Hey Betty (You Are Beautiful)) von Mikas Song Big Girl (You Are Beautiful) stand. Die Produktion wurde im November 2007 aufgrund des Streiks der Writers Guild of America gestoppt; die Folgen wurden auf 18 statt der vorgeschlagenen 23 reduziert.
ABC verlängerte die Serie für eine dritte Staffel am 11. Februar 2008. Darüber hinaus wurde die Produktion von Los Angeles nach New York City verlegt, um die Serie realistischer zu gestalten und um die Vorteile der erhöhten steuerlichen Anreize in New York auszukosten.

## Ausstrahlung

### Vereinigte Staaten
Der Sender ABC strahlte Ugly Betty erstmals am 28. September 2006 aus und landete einen großen Überraschungshit. Die ersten drei Staffeln liefen donnerstags im Abendprogramm, doch nach dem Einbruch des Erfolges während der dritten Staffel wurde der Sendeplatz für die vierte Staffel auf Freitag in das Nachtprogramm verschoben. Aufgrund vieler Proteste der Fangemeinde zeigte der Sender die Serie ab dem 6. Januar 2010 mittwochs gegen 21 Uhr. Trotzdem gab ABC Ende Januar 2010 bekannt, dass „Ugly Betty“ nach der 4. Staffel mit 20 statt 22 Folgen eingestellt wird.

### Deutschsprachiger Raum
Anfang April 2007 sendete der Schweizer Sender 3+ die Serie. Das ORF 1 strahlte die ersten 18 Folgen der Serie vom 21. April bis 25. August 2007 samstags im Vorabendprogramm aus.
Nur eine Woche später begann Sat.1, die erste Folge im Freitagabendprogramm am 27. April 2007 zu zeigen.  Die Premierenfolge sahen lediglich 1,23 Millionen Zuschauer bei einem Marktanteil von 4,9 Prozent. Am 4. Mai 2007 verfolgten insgesamt nur 900.000 Zuschauer die Serie, was zu einem Marktanteil von nur 3,2 Prozent führte. Aufgrund schlechter Einschaltquoten wurde sie jedoch schon nach der zweiten Episode abgesetzt und durch Wiederholungen der Schillerstraße ersetzt. Die Ankündigung des Senders, die Serie 2009 wieder ins Programm zu nehmen, wurde nicht in die Tat umgesetzt. Der österreichische Sender hingegen entschied sich für die Fortsetzung der Serie und sendete im Anschluss der Wiederholung der ersten Staffel vom 8. November 2008 bis 18. April 2009 weitere fünfzehn Folgen. Die dritte Staffel wurde eineinhalb Jahre später ab dem 15. Oktober 2010 ausgestrahlt, diesmal werktags im Nachmittagsprogramm.
Am 8. August 2010 startete Sat.1 noch einmal den Versuch, die Serie unter dem neuen Titel „Betty – Allein unter Models“ zu zeigen. Sendezeit war immer sonntags um 17:15 Uhr. Jedoch konnte auch dieser Sendeplatz keine großen Einschaltquoten einbringen, es blieb bei der Ausstrahlung der ersten Folge bei nur 880.000 Zuschauern. Am 13. November 2010 stellte Sat.1 erneut die Serie mitten in der ersten Staffel ein.
Mit dem Sendestart des zur ProSiebenSat.1 Media AG gehörenden Senders sixx kehrte auch „Ugly Betty“ im Mai 2010 wieder ins deutsche Fernsehen zurück und lief dort sonntags in der Hauptsendezeit unter dem Originaltitel, ab der zweiten Staffel jedoch montags um 21 Uhr. Nach dem Jahreswechsel erhielt die Serie erneut die Primetime-Position um 20.15 Uhr zurück, doch nach sieben Folgen der 3. Staffel verschob der Sender ab dem 11. April 2011 die Ausstrahlungszeit auf 21.40 Uhr zugunsten der neuen Serie Gossip Girl. Anfang Juni änderte der Sender den Sendeplatz erneut, so wurde ab dem 9. Juni 2011 die Serie werktags um 18:05–18:50 Uhr gezeigt. Die deutschsprachige Erstausstrahlung der vierten Staffel fand vom 23. Juni bis 20. Juli 2011 statt.

## Trivia
In Deutschland war die Serie unter drei Namen bekannt. Während der Frauensender sixx den Originaltitel „Ugly Betty“ verwendete, betitelte Sat.1 die Serie mit „Alles Betty“ und später mit „Betty – Allein unter Models“.

## Auszeichnungen
Im Januar 2007 wurde die Serie mit zwei Golden Globe Awards ausgezeichnet – als Beste Fernsehserie Musical/Komödie sowie für America Ferrera als Beste Hauptdarstellerin, die auch als erste Latina überhaupt in dieser Kategorie nominiert war.
Im April 2007 erhielt sie bei den GLAAD Media Awards den Preis in der Kategorie Outstanding Comedy Series.
Im September 2007 wurde America Ferrera mit dem Emmy als beste Hauptdarstellerin in einer Comedyserie ausgezeichnet, während Regisseur Richard Shepard für seine Arbeit am Pilotfilm geehrt wurde.